# Thioazijnzuur
Thioazijnzuur is een organische verbinding met als brutoformule C2H3OS. In zuivere toestand is het een kleurloze vloeistof met een zeer penetrante, misselijkmakende geur. De verbinding kan opgevat worden als het zwavelanaloog van azijnzuur, maar heeft een sterk zuurder karakter door de zwakkere binding tussen zwavel en het proton.

## Synthese
Thioazijnzuur kan bereid worden door acetylchloride te laten reageren met waterstofsulfide:
{\displaystyle {\ce {CH3C(O)Cl + H2S -> CH3C(O)SH + HCl}}}
Een alternatieve methode is de reactie tussen azijnzuuranhydride en waterstofsulfide:
{\displaystyle {\ce {[CH3C(O)]2O + H2S -> CH3C(O)SH + CH3COOH}}}

## Toepassingen
Thioazijnzuur wordt in de organische chemie gebruikt om thiolgroepen (-SH) in moleculen in te brengen, bijvoorbeeld in de synthese van het geneesmiddel captopril.
De reactie van een alkeen met thioazijnzuur onder invloed van AIBN geeft een thio-ester:
Hieruit kan men na hydrolyse een thiol verkrijgen.